# Humblotania brevitarsis
Humblotania brevitarsis är en skalbaggsart som beskrevs av Marc Lacroix 1993. Humblotania brevitarsis ingår i släktet Humblotania och familjen Melolonthidae. Inga underarter finns listade i Catalogue of Life.